# Amauria
Amauria es un género de plantas fanerógamas perteneciente a la familia de las asteráceas.  Comprende 4 especies descritas y de estas, solo 3 aceptadas.

## Taxonomía
El género fue descrito por George Bentham y publicado en The Botany of the Voyage of H.M.S. Sulphur 31. 1844. La especie tipo es: Perityle californica Benth. 

## Especies aceptadas
A continuación se brinda un listado de las especies del género Amauria aceptadas hasta agosto de 2012, ordenadas alfabéticamente. Para cada una se indica el nombre binomial seguido del autor, abreviado según las convenciones y usos.
- Amauria brandegeana (Rose) Rydb.
- Amauria carterae A.M.Powell
- Amauria rotundifolia Benth.